# Gerhard Beuthner
Gerhard Beuthner (ur. 24 lipca 1887 r. we Wrocławiu, zm. 1943 r.) – niemiecki malarz i grafik. Jego prace zawierają motywy architektury i przemysłu oraz krajobrazy i pejzaże morskie. Uczył się w Królewskiej Szkole Sztuki i Rzemiosła Artystycznego, a później studiował rysunek architektoniczny w Wyższej Szkole Technicznej. Projektował także pieczątki i znaczki oraz ilustrował książki. Od 1935 r. pracował jako nauczyciel rysunku architektonicznego i technik akwarelowych na Politechnice Wrocławskiej. 